# 뉴욕의 빌리지 핼러윈 퍼레이드
뉴욕의 빌리지 핼러윈 퍼레이드(New York's Village Halloween Parade)는 매년 핼러윈에 뉴욕 그리니치빌리지에서 열리는 퍼레이드로, 핼러인 분장을 한 사람들이 가득 몰린다. 2012년에는 허리케인 샌디의 영향으로 취소되었다.